# 1998 في ألمانيا
فيما يلي قوائم الأحداث التي وقعت خلال عام 1998 في ألمانيا.

## سياسة

### تعيين في المنصب
- 1 يناير – بيترا باو عضو في البوندستاغ الألماني.
- 1 يناير – توماس أوبرمان وزير دولة ‏.
- 1 يناير – راينر بروديرله عضو في البوندستاغ الألماني.
- 1 يناير – غوستاف أدولف شور عضو في البوندستاغ الألماني.
- 27 مايو – فولفغانغ كليمنت رئيس وزراء شمال الراين وستفاليا [الإنجليزية]‏.
- 26 أكتوبر – أنغيلا ميركل عضو في البوندستاغ الألماني.
- 26 أكتوبر – أولاف شولتس عضو في البوندستاغ الألماني.
- 26 أكتوبر – إلسي أيجنر عضو في البوندستاغ الألماني.
- 26 أكتوبر – باربرا هندريكس عضو في البوندستاغ الألماني.
- 26 أكتوبر – فرانتس مونتيفيرينغ عضو في البوندستاغ الألماني،وزير النقل في ألمانيا ‏.
- 26 أكتوبر – كاترين غورنغ إيكارت عضو في البوندستاغ الألماني.
- 26 أكتوبر – هانز بيتر فريدرش عضو في البوندستاغ الألماني.
- 26 أكتوبر – هوبرتوس هايل عضو في البوندستاغ الألماني.
- 27 أكتوبر – غيرهارد شرودر مستشار ألمانيا.
- 27 أكتوبر – يوشكا فيشر نائب المستشار، وزير الخارجية.

### انتهاء فترة المنصب
- 1 يناير – أرمين لاشيت عضو في البوندستاغ الألماني.
- 1 يناير – بيترا باو عضو في برلمان برلين ‏.
- 1 يناير – راينر بروديرله عضو مجلس الشورى الموحد في راينلاند بالاتينات،وزير دولة ‏.
- 1 يناير – غيرهارد شرودر رئيس وزراء ساكسونيا السفلى [الإنجليزية]‏،رئيس البوندسرات.
- 1 يناير – فرانتس مونتيفيرينغ عضو مجلس الشورى الموحد شمال الراين وستفاليا.
- 1 يناير – مارتن شولتز mayor  [لغات أخرى]‏.
- 1 يناير – هانز ديتريش غينشر عضو في البوندستاغ الألماني.
- 27 مايو – يوهانس راو رئيس وزراء شمال الراين وستفاليا [الإنجليزية]‏.
- 26 أكتوبر – أنغيلا ميركل وزير اتحادي  [لغات أخرى]‏، عضو في البوندستاغ الألماني.
- 26 أكتوبر – باربرا هندريكس عضو في البوندستاغ الألماني.
- 26 أكتوبر – ريتا زوسموت رئيس البوندستاغ.
- 26 أكتوبر – كلاوس كينكل نائب المستشار، وزير الخارجية.
- 26 أكتوبر – مانفريد كانتر وزير الداخلية الاتحادي.
- 26 أكتوبر – هلموت كول مستشار ألمانيا.
- 26 أكتوبر – هورست زيهوفر وزير اتحادي  [لغات أخرى]‏.

## أفلام
من الأفلام التي صدرت هذه السنة في ألمانيا:
- 1 يناير – الببغاء بوللي من إخراج جون روبرتس.
- 1 يناير – بابار: ملك الفيلة
- 1 يناير – سيتي أوف آنجيلز من إخراج براد سيلبرلنج.
- 20 أغسطس – اركضي لولا من إخراج توم تيكوير.
- 14 نوفمبر – ابن آوى من إخراج مايكل كايتون-جونز.

## برامج ومسلسلات وأنمي
- الحب الممنوع

## كتب
من الكتب التي صدرت هذه السنة في ألمانيا:
- 1 يناير – عقل جميل من تأليف سيلفيا نصار.

## مواليد

### يناير
- 17 يناير – يويل أبو حنا لاعب كرة قدم ألماني.

### فبراير
- 11 فبراير – فليكس غوتزه لاعب كرة قدم ألماني.

### مارس
- 18 مارس – جيمي لي كغيفيتز مغنية ألمانية.

### أبريل
- 26 أبريل – إميلي بولك لاعبة كرة يد ألمانية.
- 29 أبريل – كيمبرلي بيريل لاعبة كرة مضرب أسترالية.

### مايو
- 29 مايو – فيليكس باسلاك لاعب كرة قدم ألماني.

### يونيو
- 5 يونيو – فابيان بينكو لاعب كرة قدم ألماني.

### أغسطس
- 31 أغسطس – ريتشارد فرودينبرغ لاعب كرة سلة ألماني.

## وفيات

### يناير
- 23 يناير – فريدريش يوشيا أمير ساكس كوبورج وغوتا (مواليد 1918)

### فبراير
- 17 فبراير – ماري لويز فون فرانز (مواليد 1915)

### أبريل
- 21 أبريل – برونو روث (مواليد 1911) درّاج طريق ألماني.

### مايو
- 11 مايو – إرنست إيسينج (مواليد 1900) فيزيائي ألماني.
- 12 مايو – هرمان لينتس (مواليد 1913) كاتب ألماني.

### يونيو
- 8 يونيو – ماريا رايشه (مواليد 1903)
- 29 يونيو – هورست يانكوفسكي (مواليد 1936) ملحن ألماني.

### يوليو
- 22 يوليو – فريتز بوخلوه (مواليد 1909) لاعب كرة قدم ألماني.

### نوفمبر
- 6 نوفمبر – نيكلاس لوهمان (مواليد 1927)
- 22 نوفمبر – هاري ليمان (مواليد 1924) فيزيائي ألماني.